# Alt-Moabit
Alt-Moabit ist eine rund 2,8 Kilometer lange Straße im Berliner Bezirk Mitte. Sie trug seit ihrer Anlage verschiedene Namen, erst ab 1875 heißt sie nach dem Ortsteil Moabit.

## Lage und Geschichte
Die Straße beginnt in ungefährer Ost-West-Ausrichtung am Washingtonplatz in Verlängerung der Moltkebrücke südlich des Hauptbahnhofs. Sie unterquert nach rund 200 Metern die Stadtbahn und führt in relativ geradem Verlauf mit nur zwei leichten Richtungsänderungen fast parallel zur etwas nördlicher gelegenen Turmstraße bis zur Kreuzung mit der Beusselstraße, hinter der in direkter Verlängerung die Kaiserin-Augusta-Allee beginnt. An der Straße, die dem Verlauf des früheren Spandauer Heerweges folgt, der später in Moabiter Chaussee und am 14. Mai 1875 schließlich in Alt-Moabit umbenannt wurde, erfolgten von 1859 bis 1861 erste Bebauungen. Der Unternehmer Friedrich Adolf Pflug zog 1860 in eine von ihm errichtete Villa am heutigen Carl-von-Ossietzky-Park.

## Anlieger (Auswahl) mit Hausnummern
An der Straße befinden sich (von Ost nach West) unter anderem:
- das Bundesministerium des Innern (BMI) am östlichen Ende der Straße. Bis zum Frühjahr 2015 hatte das BMI seinen Sitz im Dienstleistungszentrum Der Spree-Bogen, das zum Teil in der alten Meierei Bolle errichtet worden war.
- das Gelände des ehemaligen Universum Landesausstellungsparks (alter Eingang über die noch erhaltene Freitreppe gegenüber dem Restaurant Paris–Moskau).
- die Polizei- und Feuerwache des Regierungsviertels. Während der NS-Zeit befand sich dort die Oberfinanzdirektion Berlin-Brandenburg. Jeder sich legal in Berlin und Brandenburg aufhaltende Jude wurde hier registriert, damit nach seiner Flucht oder Deportation seine Besitztümer zu Geld gemacht werden konnten.
- die JVA Moabit (Nr. 12a)[1] als Hinterlieger des Kriminal- und Amtsgerichts.
- die Moabiter Apotheke (Nr. 18), älteste Apotheke im Bereich Moabit.[2]
- das Restaurant Paris–Moskau (Nr. 141). Gegenüber führt die noch erhaltene Freitreppe zum ehemaligen Universum Landesausstellungspark (ULAP) hinab.
- der Carl-von-Ossietzky-Park.
- die Johanniskirche, gestaltet von Karl Friedrich Schinkel.
- Zwischen Turmstraße und Alt-Moabit liegen die Parkanlage Kleiner Tiergarten und der U-Bahnhof Turmstraße der U9.
- Fast am westlichen Ende der Straße stand das Engelbrot-Theater (früher: Hansa-Theater, 2020 abgerissen).

Weitere Gebäude entlang der Straße sind Baudenkmale (u. a. Nummern 87–93, 137, die ehemalige Meierei C. Bolle).

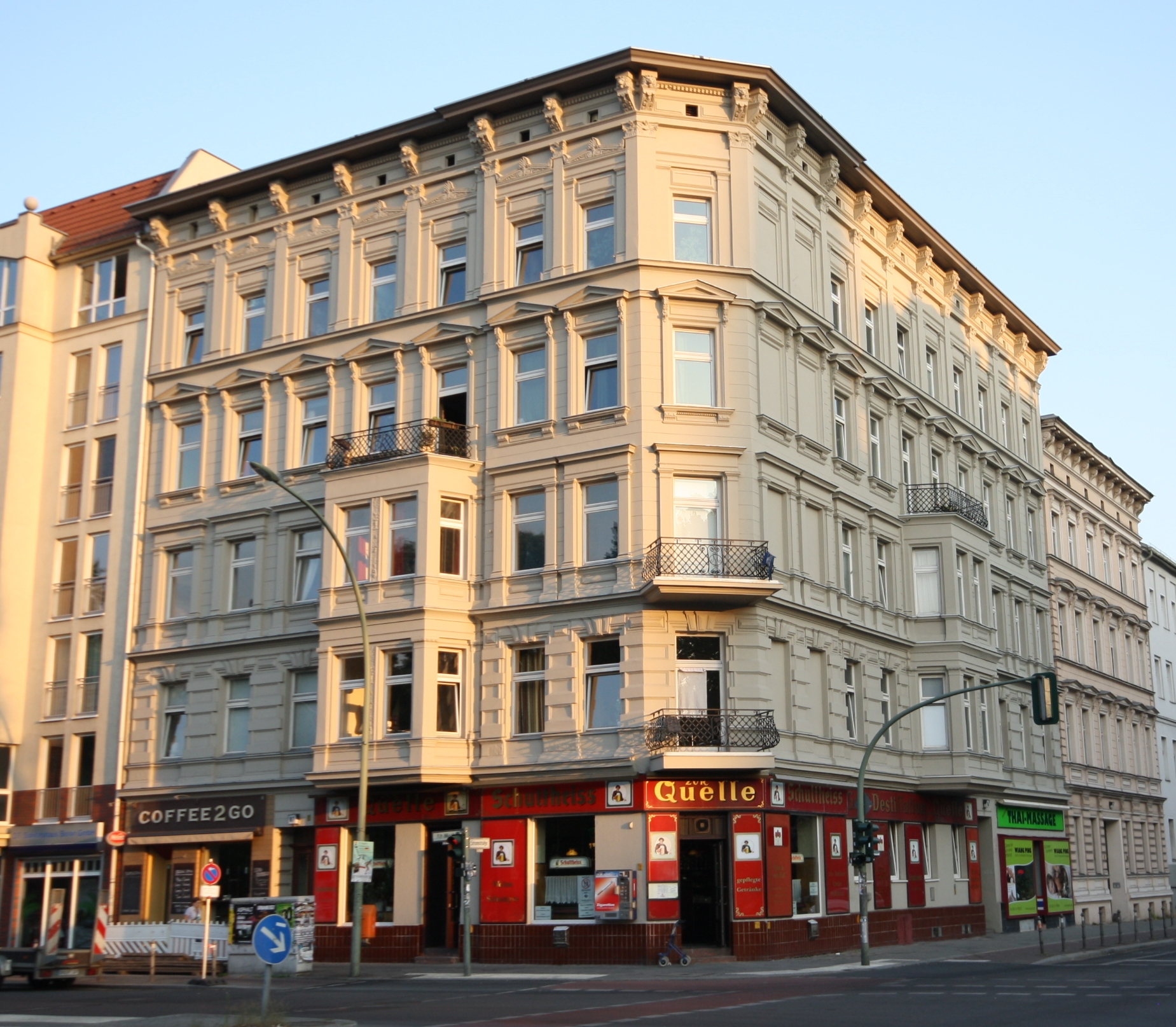
Kneipe an der Ecke zur Stromstraße
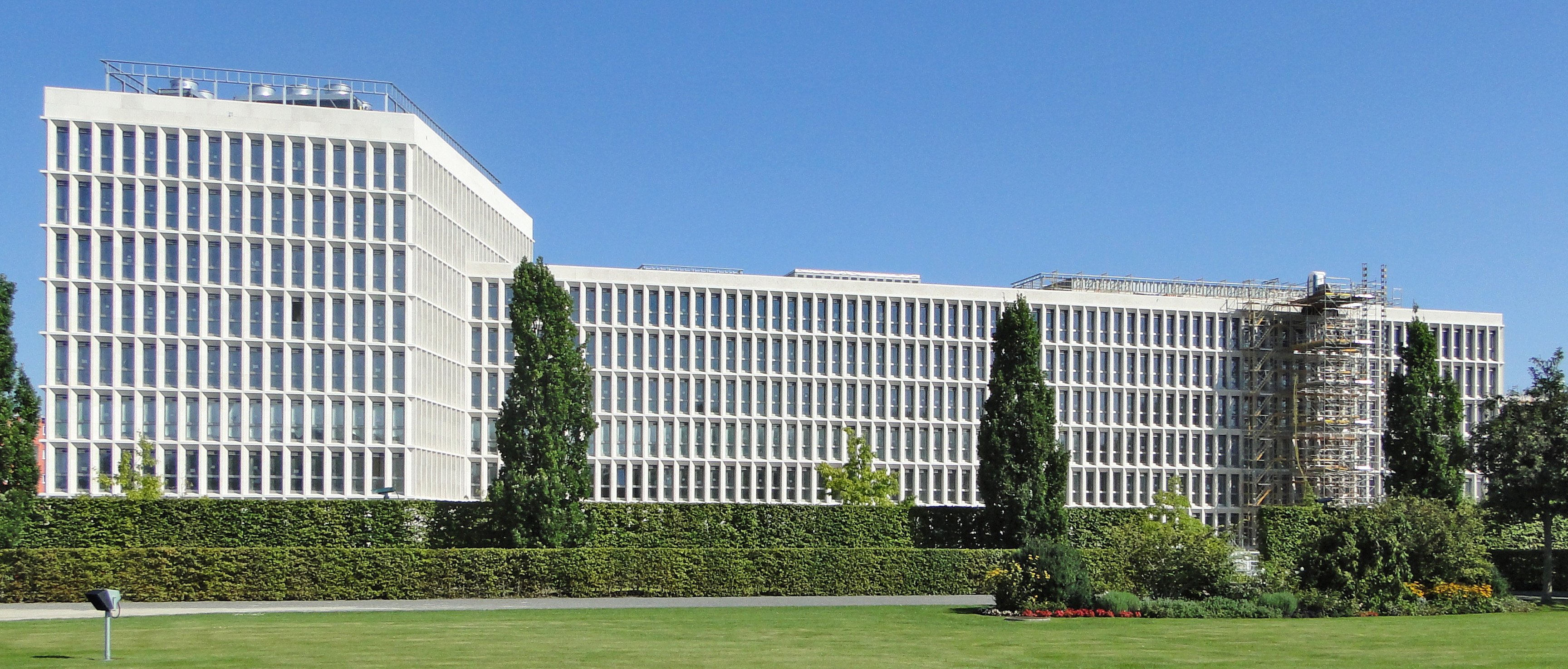
Bundesministerium des Innern
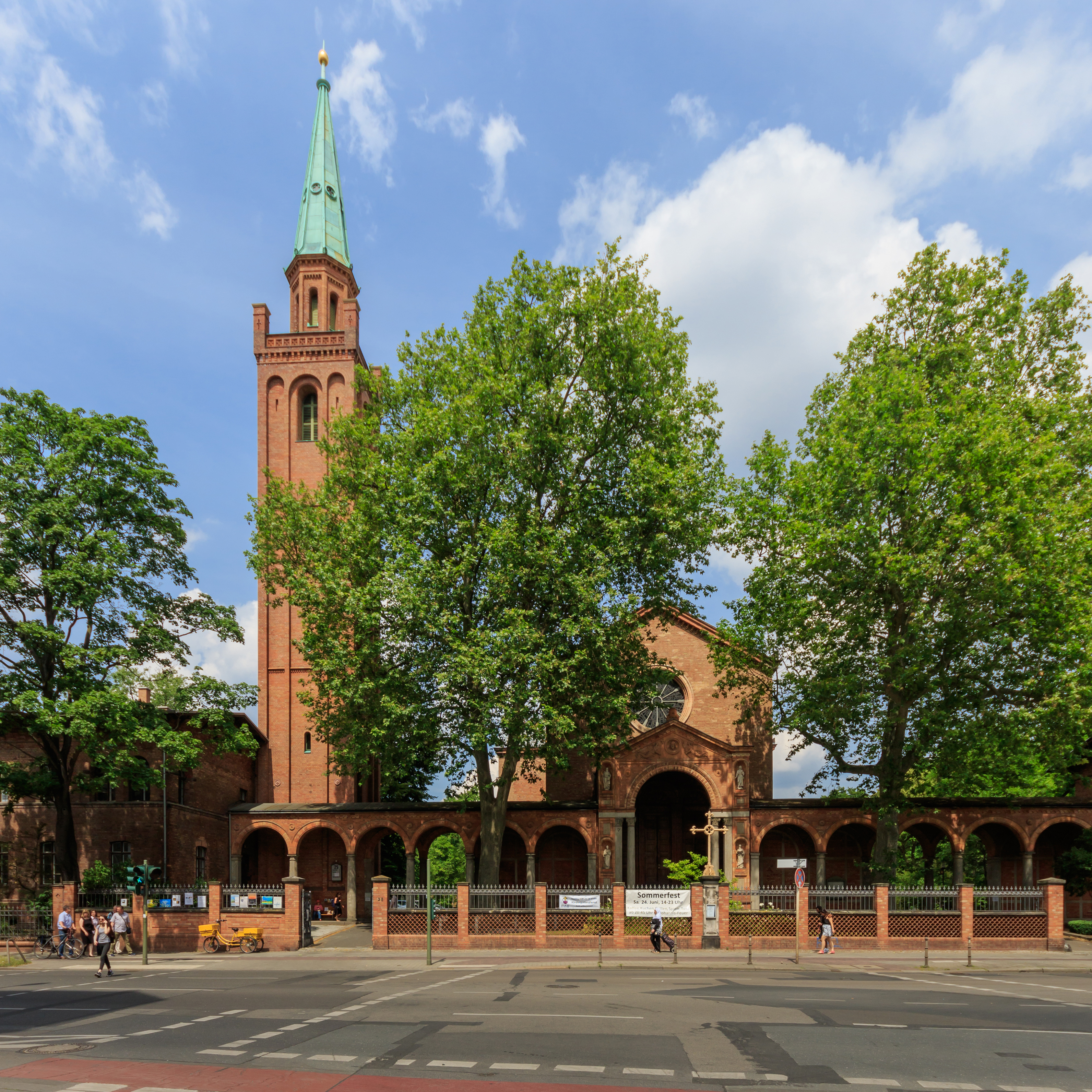
Johanniskirche
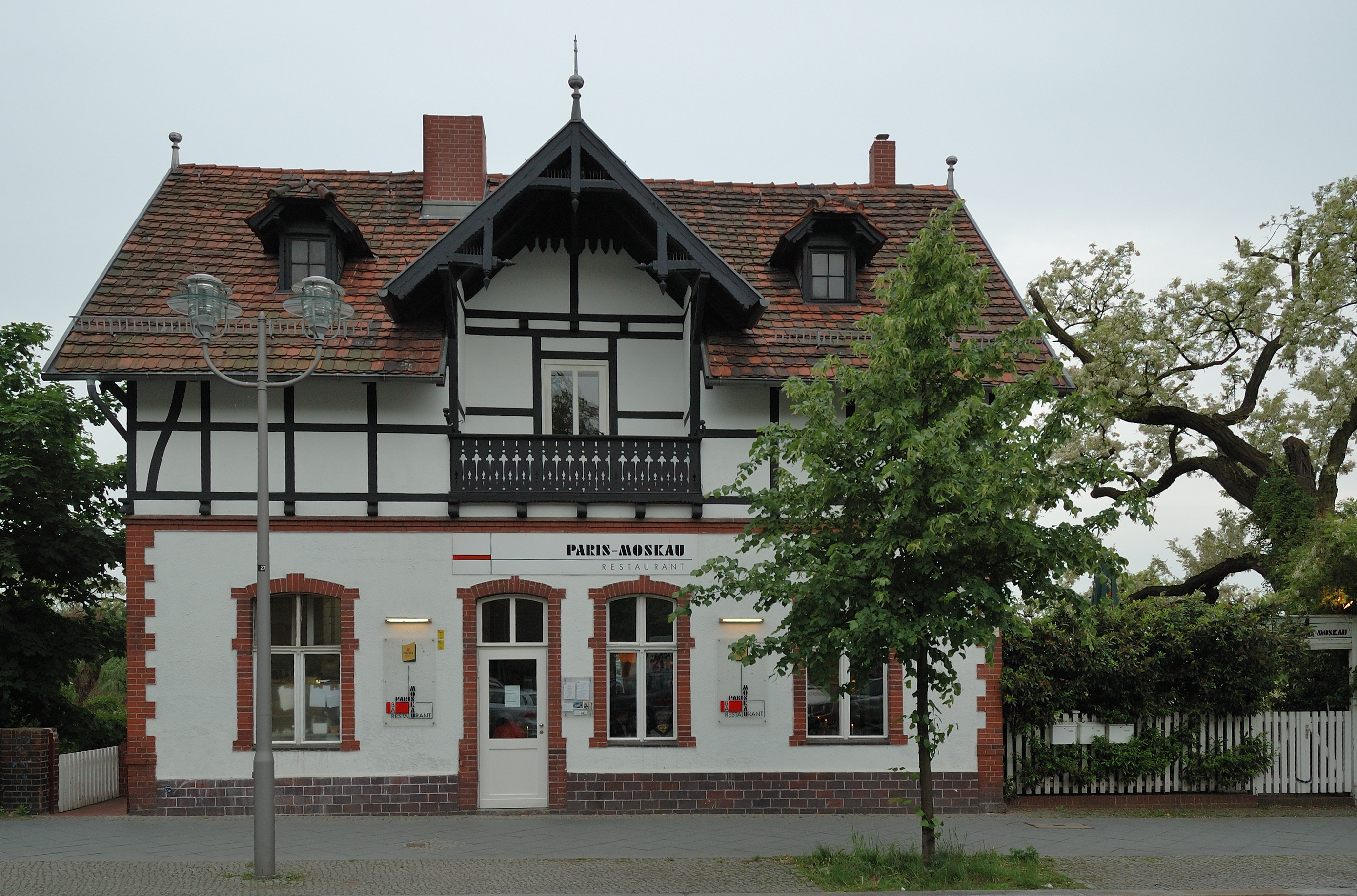
Restaurant Paris–Moskau
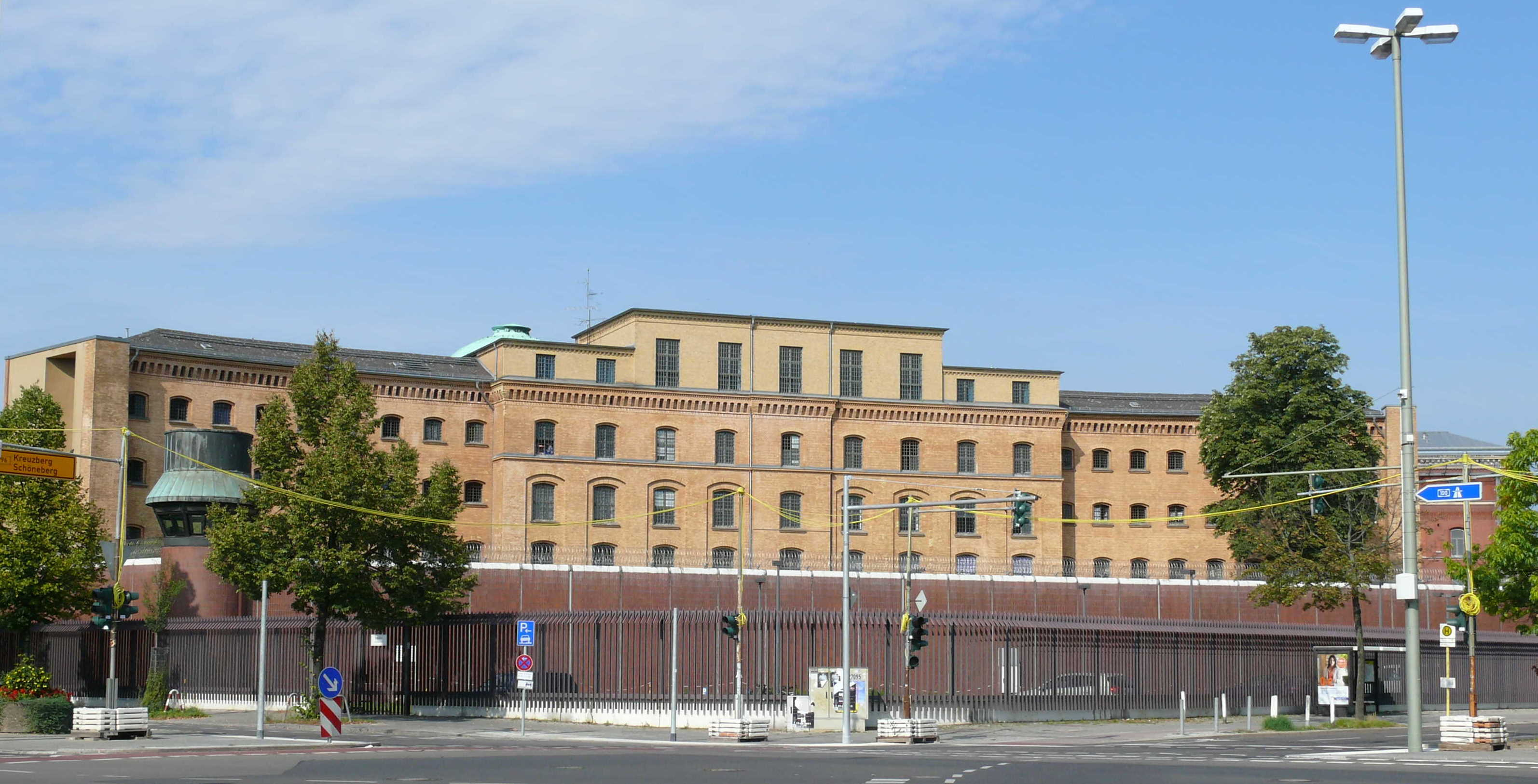
Justizvollzugsanstalt Moabit